# Большой Ляждур
Большой Ляждур (мар. Кугу Лаждӱр) — деревня в Куженерском районе Республики Марий Эл. Входит в состав Юледурского сельского поселения.

## География
Находится в северо-восточной части республики Марий Эл на расстоянии приблизительно 20 км на восток от районного центра посёлка Куженер.

## История
Известна с 1859 года, когда деревня состояла из 3 русских и 26 марийских дворов, в ней проживало 185 человек. В 1900 году в деревне было 45 хозяйств. В 1960 году в здесь было 53 хозяйства, проживало 315 человек. В 2005 году в деревне было 97 домов. В советское время работали колхозы «У Ляждур», «Большевик» и «Рассвет».

## Население
Население составляло 324 человек (мари 94 %) в 2002 году, 269 в 2010.